# Mohedas de la Jara
Mohedas de la Jara é um município da Espanha na província de Toledo, comunidade autónoma de Castilla-La Mancha, de área 60,42 km² com população de 522 habitantes (2006) e densidade populacional de 9,32 hab/km².

## Demografia
| Variação demográfica do município entre 1991 e 2004 | Variação demográfica do município entre 1991 e 2004 | Variação demográfica do município entre 1991 e 2004 | Variação demográfica do município entre 1991 e 2004 |
| --------------------------------------------------- | --------------------------------------------------- | --------------------------------------------------- | --------------------------------------------------- |
| 1991                                                | 1996                                                | 2001                                                | 2004                                                |
| 733                                                 | 651                                                 | 572                                                 | 562                                                 |